# Türk Solu
Die Türk Solu (auf Deutsch: Türkische Linke) ist eine nationalistische
und sozialistische Zeitschrift, die wöchentlich erscheint und offizielles Organ der kemalistischen Gruppe Ulusal Parti in der Türkei ist. Die Zeitschrift wurde nach einer Spaltung der Arbeiterpartei (İP) gegründet und wird heute von Gökçe Fırat Çulhaoğlu geführt. Zu ihren Autoren zählt auch der einstige Vorsitzende des türkischen Verfassungsgerichts Yekta Güngör Özden.

## Herausgeber und politische Ausrichtung
Die Zeitschrift wird von der türkischen Partei Ulusal Parti herausgegeben. Deren Mitglieder betrachten sich selbst als linksnationalistisch, sozialistisch und kemalistisch und propagieren den Säkularismus. Im Gegensatz zu anderen Sozialisten lehnen sie Marx ab und verehren stattdessen Mustafa Kemal Atatürk und Sultan Galijew, die sie als Gründer und Ideologen des türkischen Sozialismus verstehen. Sie unterstützen gute Beziehungen zu turksprachigen und islamischen Ländern. Zu ihrem Feindbild gehören unter anderem die Vereinigten Staaten, Israel, die Europäische Union, Russland und die Volksrepublik China, da sie diese als Gegner der Türkei verstehen. Die von der Gruppe publizierten Medien – etwa auch die Zeitschrift Ileri – bedienen sich einer den ethnischen und religiösen Minderheiten der Türkei feindlich gesinnten Sprache. Insbesondere der türkisch-kurdische Konflikt ist ein omnipräsentes Thema der Zeitschrift.